# Đình Định Mỹ

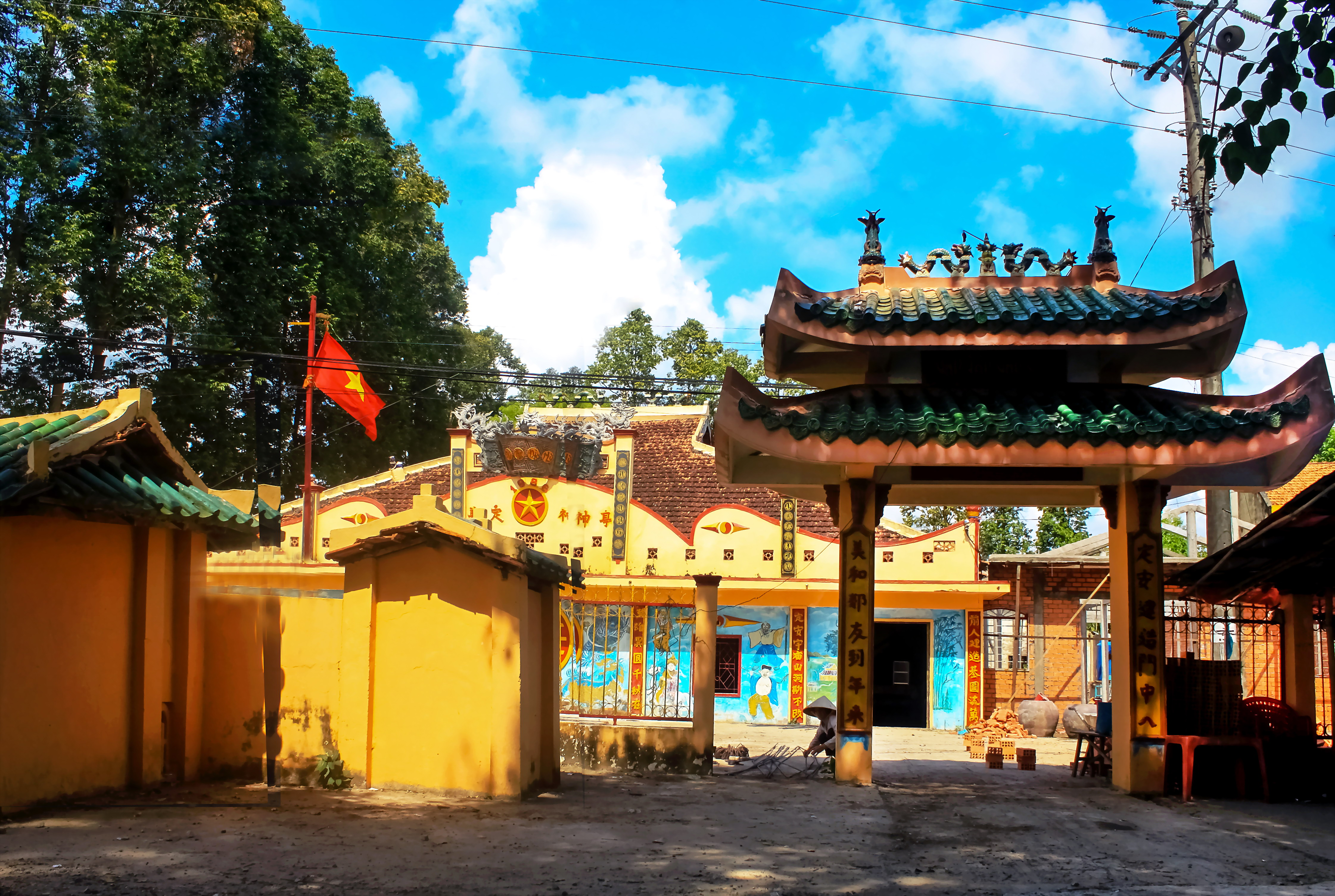
Toàn cảnh đình Định Mỹ

Đình Định Mỹ tọa lạc tại vàm rạch Thốt Nốt và bên dòng kênh Thoại Hà; nay thuộc ấp Mỹ Thành, xã Định Mỹ, huyện Thoại Sơn, tỉnh An Giang, Việt Nam.

## Kiến trúc, thờ cúng

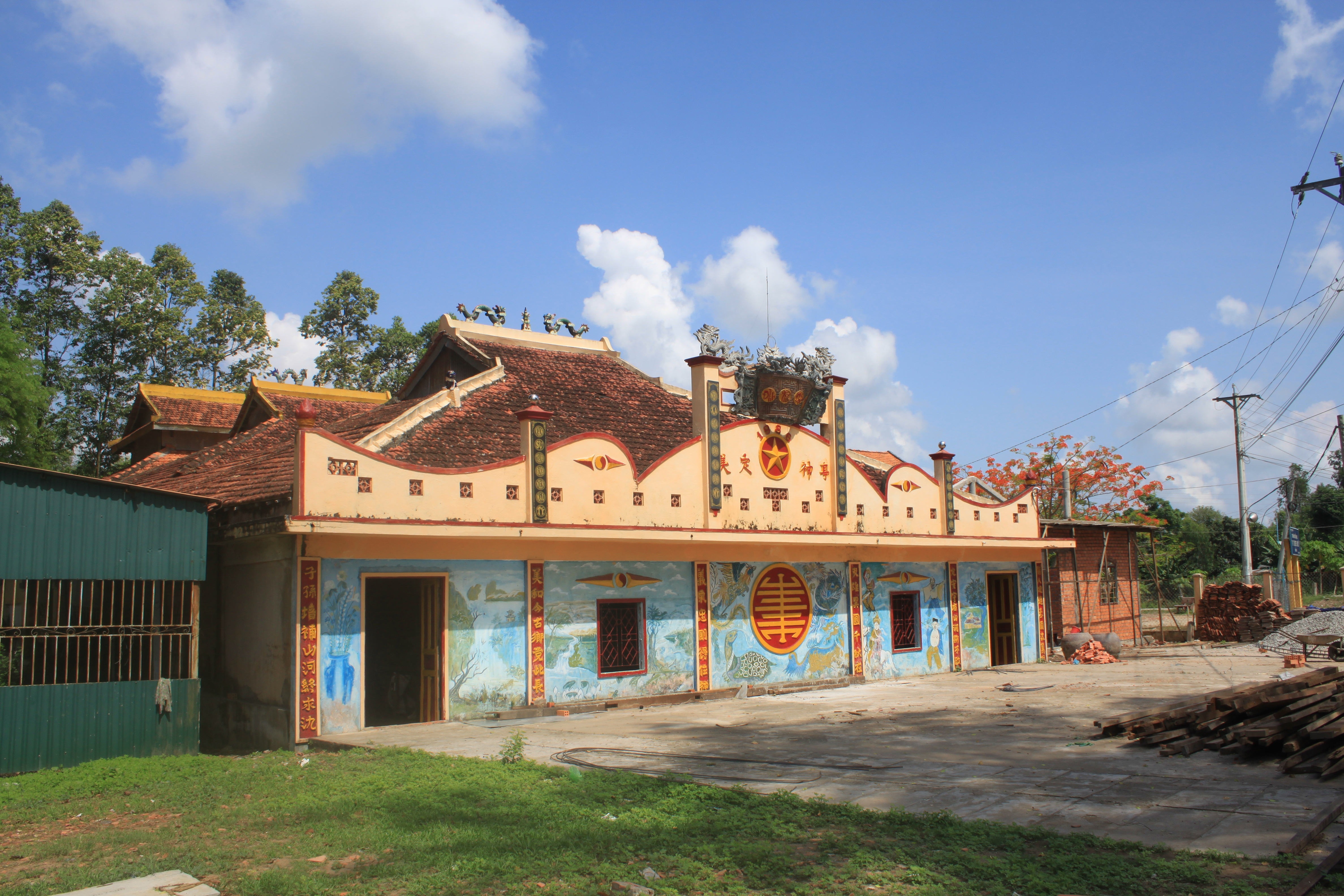
Tòa đại đình

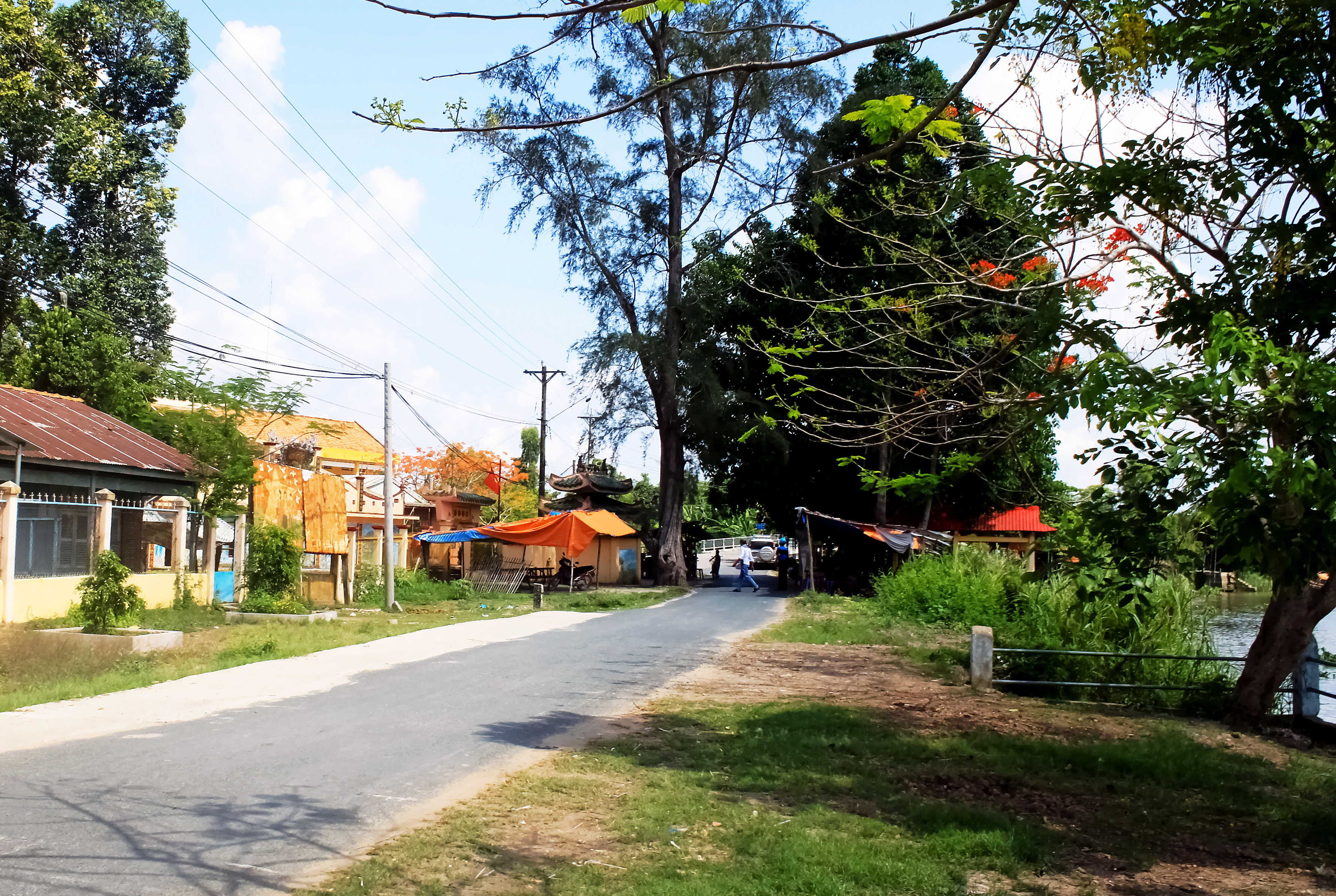
Phong cảnh nơi đình Định Mỹ tọa lạc. Mặt tiền đình ngó ra kênh Thoại Hà (bên phải ảnh)